# Kwanon
Kwanon, parfois orthographié Kwannon, est le premier prototype d'appareil photographique argentique conçu en 1934 par Seiki-kōgaku-kenkyūjo (精機光学研究所, littéralement : Laboratoire d'instruments de précision optique), qui deviendra Canon. Il s'agissait d'un appareil format 24×36 à mise au point télémétrique équipé d'un objectif 50 mm de conception japonaise. Le prototype aurait connu quatre déclinaisons, de A à D, mais aucun modèle produit n'a été conservé. L'appareil est développé par les trois fondateurs de Canon : Gorō Yoshida (ja), son beau-frère Uchida Saburō (ja) et Takeshi Mitarai (en).
Le projet du Kwanon est lancé dans un contexte où le marché de l'appareil photographique est presque entièrement monopolisé par des entreprises européennes. L'Allemagne compte notamment de nombreuses entreprises spécialisées dans l'optique, et par conséquent plusieurs entreprises d'appareils photographiques de renoms, comme Leica, Zeiss, Schneider Kreuznach ou Voigtländer. Ainsi, l'ambition du projet est de rivaliser avec ces marques. La conception de ce prototype s'inspire du Leica II.
Le nom Kwanon est une référence directe à Kannon, divinité de la miséricorde dont l'image est gravée sur le haut de l'appareil. Le nom de l'objectif est Kasyapa, en référence à Mahakashyapa.
L'appareil n'a pas été commercialisé, mais fait l'objet d'une annonce publicitaire paru en juin 1934 dans Asahi Camera, magazine dédié à la photographie.

En février 1936, soit deux années après la conception de ce premier prototype, l'entreprise commercialise son premier appareil : le Hansa Canon 1,.

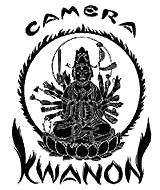
Logo gravé au dessus de l'appareil représentant la divinité Guanyin aux mille bras
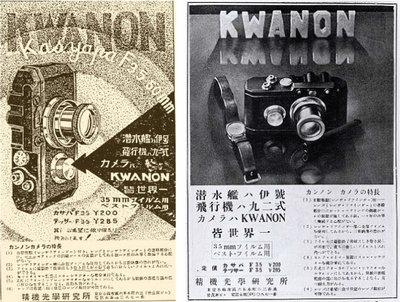
Publicité pour l'appareil Kwanon